# Гапсары
Гапса́ры (фин. Haapsaari) — деревня Лесколовского сельского поселения Всеволожского района Ленинградской области.

## История
Деревня была основана до Северной войны (1700—1721). Первое картографическое упоминание деревни Гапсары, относится к первой трети XVII века, это селение Happasari, на карте Нотебургского лена, П. Васандера.
Под названием Гопсары деревня упоминается на «Карте окружности Санкт-Петербурга» 1810 года.

ГАБСАРЫ — мыза принадлежит Ивану и супруге его Екатерине Чивилёвым, чиновникам 5-го класса,
 
состоящая из деревень:

а) Габсары, жителей  12 м. п., 23 ж. п.

б) Осельки, жителей  7 м. п., 7 ж. п. (1838 год)

На этнографической карте Санкт-Петербургской губернии П. И. Кёппена 1849 года она обозначена как деревня «Haapsaari», расположенная в ареале расселения эвремейсов. В пояснительном тексте к этнографической карте деревня названа Haapsaari (Габсары) и указано количество жителей деревни на 1848 год: эвремейсов — 4 м. п., 8 ж. п., а также ижоры 9 м. п., 17 ж. п. и финнов — 1 м. п., 2 ж. п., всего 41 человек.

ГАБСАРЫ — деревня чиновника 5-го класса Чивилёва, по просёлочной дороге, 4 двора, 12 душ м. п. (1856 год)

Согласно «Топографической карте частей Санкт-Петербургской и Выборгской губерний» в 1860 году деревня Гапсары насчитывала 4 двора.

ГАПСАРЫ — мыза владельческая при пруде и колодцах, 1 двор, 11 м. п., 12 ж. п.
 
ГАПСАРЫ — деревня владельческая при колодцах, 5 дворов, 24 м. п., 22 ж. п. (1862 год)

В 1882 году временнообязанные крестьяне деревни выкупили свои земельные наделы у М. Д. Княжевича и стали собственниками земли.

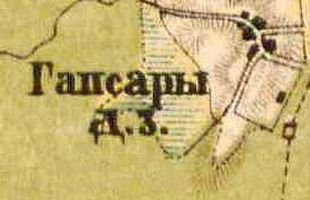
План деревни Гапсары. 1885 год

В 1885 году деревня насчитывала 3 двора.

ГАПСАРЫ — деревня Куйвозовского сельского общества при просёлочной дороге, 6 дворов, 15 м. п., 18 ж. п., всего 33 чел. (1896 год)

В конце XIX — начале XX века деревня административно относилась к Куйвозовской волости 4-го стана Санкт-Петербургского уезда Санкт-Петербургской губернии. Население деревни было однородным — финским.

ГАПСАРЫ — селение Куйвозовского сельского общества Куйвозовской волости, число домохозяев — 4, наличных душ: 9 м. п., 5 ж. п.; Количество надельной земли — 76/1672, в том числе лесного надела — нет (в десятинах/саженях). (1905 год)

В 1908 году в деревне проживали 14 человек из них 3 детей школьного возраста (от 8 до 11 лет).
Согласно переписи населения СССР 1926 года:

ГАПСАРЬ — деревня Лесколовского сельсовета Куйвозовской волости Ленинградского уезда, 9 хозяйств, 31 душа.

Из них: русских — 2 хозяйства, 4 души (2 м. п. и 2 ж. п.); ингерманландцев — 6 хозяйств, 26 душ (11 м. п. и 15 ж. п.); суоми — 1 хозяйство, 1 душа м. п. (1926 год)

По данным обследования, проведённого в 1927 году ЛОИКФУН, деревня насчитывала 6 дворов, где проживали: 25 финнов и 4 русских. В деревне сохранились старинные постройки: «амбар с вырезанной датой 1794».
По административным данным 1933 года деревня Гапсары относилась к Лесколовскому сельсовету Куйвозовского финского национального района.
Согласно переписи населения СССР 1939 года:

ГАПСАРИ — деревня Лесколовского сельсовета Парголовского района, 60 чел. (1939 год)

Деревня Гапсары на карте 1939 года

Согласно топографической карте РККА 1939 года деревня насчитывала 7 дворов. В 1940 году деревня также насчитывала 7 дворов.
В начале 1940-х деревню Гапсары снесли. Это было связано с тем, что там жили ингерманландские финны, подвергшиеся депортации.
В 1958 году население деревни составляло 86 человек.
По данным 1966, 1973 и 1990 годов деревня Гапсары входила в состав Лесколовского сельсовета.
В 1997 году в деревне проживали 13 человек, в 2002 году — 16 человек (русских — 94%), в 2007 году — 7, в 2010 году — 23 человека.

## География
Деревня находится в северной части района близ железнодорожной станции Пери и автодороги 41К-304 (Подъезд к ст. Пери).
Расстояние до административного центра поселения (деревни Верхние Осельки) — 1,5 км.
Расстояние до ближайшей железнодорожной станции Пери — 0,5 км.

## Демография
| 1838 | 1848 | 1862 | 1896 | 1905 | 1926 | 1939 |
| ---- | ---- | ---- | ---- | ---- | ---- | ---- |
| 35   | ↗41  | ↗79  | ↘33  | ↘14  | ↗31  | ↗60  |
| 1958 | 1997 | 2002 | 2007 | 2010 | 2013 | 2017 |
| ↗86  | ↘13  | ↗16  | ↘7   | ↗23  | ↘18  | ↘8   |

### Национальный состав
Согласно данным Всероссийской переписи населения 2021 года в деревне проживали 35 человек, из них:
 русские — 8 человек, остальные национальность не указали.